# Nessim Gaon
Pour les articles homonymes, voir Gaon et Nissim Gaon.
Nessim Gaon (en arabe : نسيم جاعون), né le 22 février 1922 à Khartoum au Soudan anglo-égyptien et mort le 10 mai 2022 à Genève, est un financier suisse, fondateur de la société Noga SA. 
Il est aussi président de la Fédération sépharade mondiale depuis 1971. Il a aussi été vice-président du Congrès juif mondial et président du conseil de direction de l'université Ben Gourion du Néguev en Israël.

## Biographie
Nessim David Gaon naît à Khartoum d'une famille séfarade originaire de Turquie qui a émigré vers l'Égypte puis vers le Soudan. Son père est un homme politique, gouverneur de Port-Soudan au bord de la mer Rouge. Le Soudan où il passe son enfance est alors une colonie de l'Empire britannique jusqu'au 1er janvier 1956.
Il est diplômé de l'université de Khartoum avant de s'engager dans les Forces armées britanniques durant la Seconde Guerre mondiale avec le grade de capitaine. 
Après la guerre, il se lance dans le négoce, fait fortune et épouse Renée Tamman, une cousine germaine, avant de s'installer à Genève en Suisse (capitale mondiale du négoce des matières premières) avec sa famille en 1952, où il se développe dans l'immobilier. De cette union sont nés son fils David Gaon et ses filles Marguerite et Danielle. Il commerce avec le Soudan, Israël, la Chine, la Russie, l'URSS, l'Argentine, le Nigeria, des produits oléagineux puis des pesticides dont il devient un spécialiste. 
Son groupe s'associe avec le groupe Hilton et construit le Noga Hilton (Genève), un palace cinq étoiles où il s'établit avec sa famille, sur le Quai du Mont-Blanc, la promenade la plus en vue de Genève. Il poursuit avec le Noga Hilton de Cannes puis celui de d'Abuja au Nigeria.
Il devient leader de la communauté juive de Khartoum et leader de la diaspora juive ashkénaze et séfarade de Genève en 1966. En 1971, il devient président de la Fédération Sépharade mondiale et vice-président du Congrès juif mondial et siège au conseil d'administration de l'université Ben-Gourion du Néguev en Israël. Il est également un des fondateurs et principaux membres de la synagogue Hekhal Hanes, la plus importante synagogue séfarade de Genève inaugurée en 1972. 
Le rôle de Gaon en coulisses sur le front diplomatique reste largement inconnu. Il se lie d'amitié avec l'ancien Premier ministre israélien Menahem Begin et aide au rapprochement entre ce dernier et le président égyptien Anouar el-Sadate. Les négociations aboutiront finalement au traité de paix israélo-égyptien en 1977. La rumeur lui prête une candidature potentielle à la présidence de l'Etat d'Israël[réf. nécessaire]. Sa fille aînée, Marguerite Gaon a épousé Joël Herzog, fils de Chaim Herzog, président de l'Etat d'Israël de 1983 à 1993. Ce dernier deviendra Président du directoire de la société suisse Noga Hotels.
En 1991, Noga SA signe un contrat d'import-export de 1,5 milliard de dollars avec la Russie pour des biens de consommation courante contre du pétrole, du mazout et du gaz russe. Des dirigeants russes profitent alors de la dissolution de l'U.R.S.S. de 1991 pour ne pas payer, nier leurs créances, et accuser Nessim Gaon d'affabulation[réf. nécessaire], mettant ce dernier dans une grave position de surendettement bancaire et de faillite. En novembre 1996, la Cour de Justice de Genève prononce la faillite de la principale société du groupe, la Compagnie Noga d'Importation et d'Exportation SA, spécialisée dans le commerce international. La direction fait alors appel devant le tribunal fédéral et obtient un recours jusqu'au 4 décembre de la même année.
En mai 2001, « criblé de dettes », Nessim Gaon est contraint de vendre le Noga Hilton de Genève à deux banques, l'UBS et la BNP. 
À 82 ans, il s'acharne alors dans des procès, très médiatisés en Suisse, à forcer la Russie à honorer ses créances. Les Noga Hilton sont saisis et il essaie de son côté, en vain, de faire saisir de façon spectaculaire à grand renfort de média :
- les comptes bancaires de l'ambassade russe de Paris ;
- le navire-école quatre-mâts russe Sedov alors qu'il se trouve à la fête maritime de Brest ;
- 54 chefs-d'œuvre impressionnistes du patrimoine russe (Monet, Manet, Renoir, etc.) de la collection du musée Pouchkine de Moscou exposés en Suisse à la fondation Pierre Gianadda de Martigny ;
- un Soukhoï Su-30 et un Mig de l'armée russe durant le salon aéronautique du Bourget.

Il tente également de faire bloquer 250 millions de dollars détenus par la compagnie semi-publique russe Aeroflot au siège de l'Association internationale du transport aérien (IATA) basée à Genève[réf. nécessaire]. 
Les pressions de Moscou sur Paris et Genève font échouer ses tentatives de recouvrement[réf. nécessaire]. Début 2003, la Russie reconnaît une dette de 800 millions de dollars à la condition que Gaon accepte de n'en toucher que 360[réf. nécessaire].
En 2005, il est condamné à trois ans de prison avec sursis « compte tenu de son âge » et à une amende de 100 000 euros. Il s'était vu reprocher d'avoir versé à l'ancien maire de Cannes, Michel Mouillot, une somme de 1,45 million de francs français entre avril et juillet 1996 alors qu'il détenait le Noga Hilton de Cannes, établissement pourvu d'un casino, le Riviera.